# جان توبی
جان توبی (انگلیسی: John Tooby؛ زادهٔ ۲۶ ژوئیهٔ ۱۹۵۲) انسان‌شناس، و روان‌شناس اهل ایالات متحده آمریکا است.
وی همچنین برندهٔ جوایزی همچون کمک‌هزینه گوگنهایم شده‌است.